# Habronattus leuceres
Habronattus leuceres är en spindelart som först beskrevs av Chamberlin 1925.  Habronattus leuceres ingår i släktet Habronattus och familjen hoppspindlar. Inga underarter finns listade i Catalogue of Life.